# اوقات فراغت

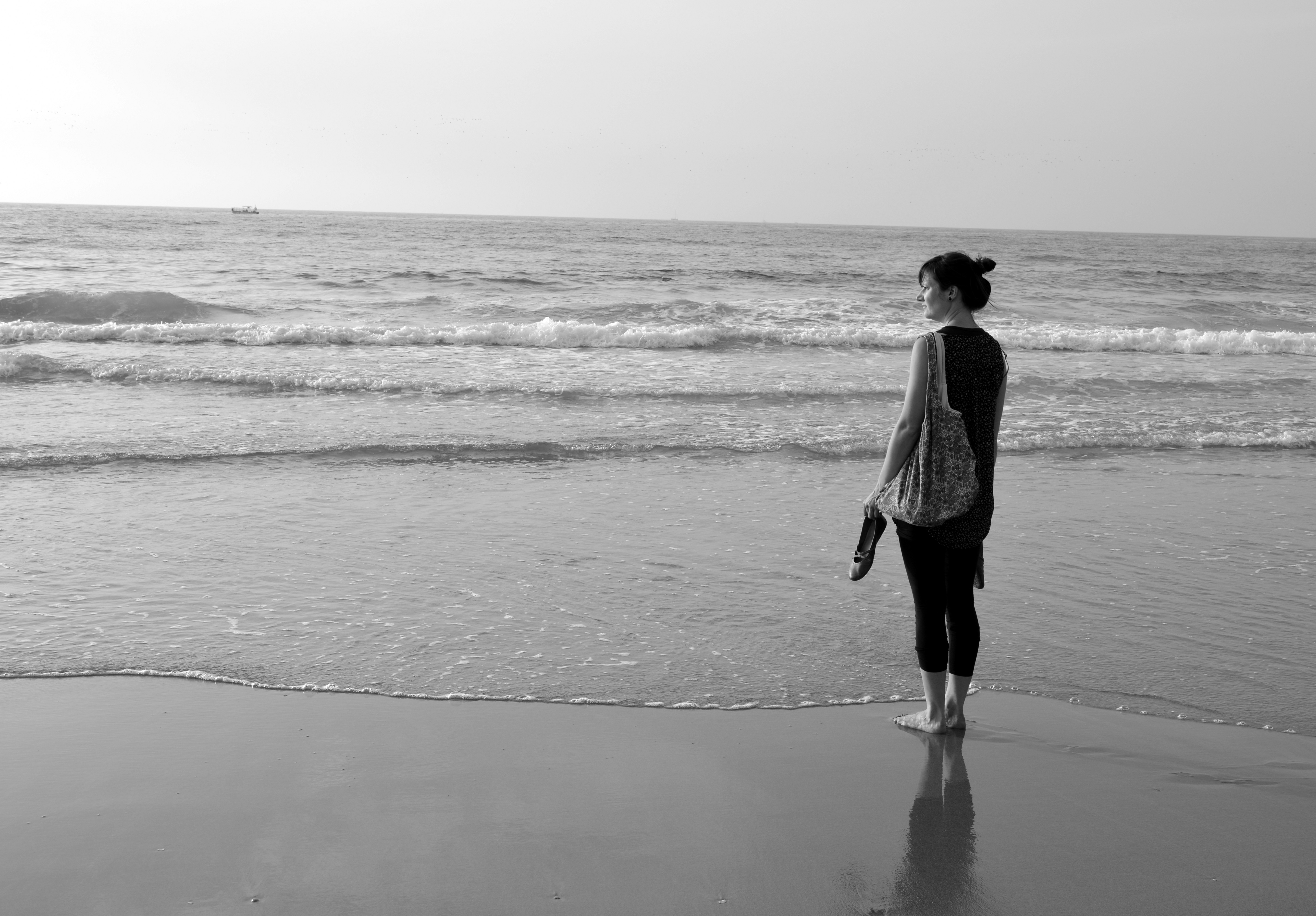
اوقات فراغت

اوقات فَراغَت زمان‌هایی است که فرد آن را طبق تمایل شخصی خود و برای خود تنظیم می‌کند و برنامه آن در مورد هرکس متفاوت است و به سلیقه، نیازهای روحی، سن و توان مالی فرد بستگی دارد.

## ریشه‌شناسی
فَراغَت به زمان‌هایی گفته می‌شود که افراد کار ضروری برای انجام ندارند و معمولاً در این مواقع تمایل به انجام فعالیت‌های فرح‌بخش و نشاط‌آور بیشتر می‌شود. اوقات جمع وقت است که قبل از فراغت می آید. اوقات فراغت وام‌واژه‌ای عربی در فارسی است که از (به عربی: وقت فراغ) گرفته شده است.

## توضیح
اوقات فراغت از لحاظ تاریخی امتیازات طبقه بالا بوده است. فرصت های اوقات فراغت با پول بیشتر، یا سازماندهی و زمان کمتری درآمد، در اواسط تا اواخر قرن نوزدهم افزایش چشمگیری داشت و در انگلیس شروع شد و به سایر کشورهای ثروتمند اروپا گسترش یافت. این کشور همچنین در ایالات متحده گسترش یافت، اگرچه آن کشور با وجود داشتن ثروتش، اوقات فراغت کمتری را در اروپا فراهم کرد. مهاجران به ایالات متحده دریافتند که آنها باید سخت‌تر از آنچه در اروپا کار می کردند کار کنند. اقتصاددانان همچنان تحقیق می کنند که چرا آمریکایی ها ساعتی طولانی‌تر کار می کنند. اوقات فراغت در قرن نوزدهم به وجود نيامده است، بلكه از ابتداي تاريخ در دنياي غيرفعال نقش بسته است. 